# باي باي
باي باي (بالإنجليزية: PyPy)‏ هو تطبيق للغة بايثون مكتوب هو نفسه بلغة بايثون، ببنية مرنة.

## وصلات خارجية
- باي باي على موقع Open Hub (الإنجليزية)
- باي باي على موقع Free Software Directory (الإنجليزية)
- (بالإنجليزية) الموقع الرسمي